# 阿德默勒尔蒂群岛
阿德默勒尔蒂群岛（Admiralty Islands）是位于太平洋西南的岛群，属于俾斯麦群岛的一部分。位于新几内亚东北海洋中。包括主岛马努斯岛和其他23个火山岛、珊瑚岛。陆地面积2072平方公里。人口约2.8万。行政上隸屬于巴布亚新几内亚马努斯省。大部为茂密的雨林所覆盖，最高点海拔914米，很多环礁无人居住。阿德默勒尔蒂群岛气温全年变化不大，一般白天最高气温为30–32℃ (86–90℉)，而夜间则为20–24℃ (68–75℉)。年平均降雨量为3,382 mm。主要经济活动是渔业和农业。并采集海参和珍珠。输出椰干。